# بنیامین بهادری
وحید بهادری (زادهٔ ۱۸ شهریور ۱۳۶۱) با نام هنری بنیامین؛ خواننده، ترانه‌سرا، آهنگساز و بازیگر ایرانی است. اولین آلبوم او با نام ۸۵ که در سال ۲۰۰۶ منتشر شد، یک موفقیت تجاری بزرگ در داخل ایران و در میان ایرانیان خارج از کشور بود. وی از محبوب‌ترین خوانندگان پاپ در ایران است. بنیامین در میان طرفدارانش به ″آقای عشق″ نیز معروف است، زیرا ترانه‌های او بیشتر بر محورهای عاشقانه است.

## اوایل زندگی
بنیامین بهادری با نام شناسنامه‌ای وحید بهادری؛ خواننده، آهنگساز و ترانه‌سرای موسیقی پاپ ایرانی است که در ۱۸ شهریور ۱۳۶۱ در تهران و در محلهٔ جیحون زاده شد.
وی اصالتاً اهل محلهٔ زنگیشا، تنکابن است.
بنیامین در مورد نامش گفته است: ″این اسم هنری، نامی است که خانواده برایم انتخاب کرده است. در واقع قرار بر این بوده که این نام به عنوان اسم شناسنامه‌ای‌ام ثبت شود، اما به هر دلیلی این اسم توسط ثبت احوال به ثبت نرسید. پدرم اسم وحید را برایم انتخاب کرده اما از همان دوران کودکی بنیامین صدایم می‌کردند. البته در مدرسه و دانشگاه، من را با نام وحید می‌شناختند. ″

## حرفه
او از کودکی علاقهٔ بسیاری به فراگیری موسیقی داشت. ۱۶ ساله بود که به شعر و موسیقی روی آورد. در ۱۹ سالگی به فراگیری گیتار پرداخت و قبل از شروع به کار حرفه‌ای به ترانه‌سرایی می‌پرداخت؛ سپس به‌صورت حرفه‌ای آهنگسازی را آغاز کرد. در این مدت در چند آهنگ و ترانه با خوانندگان دیگرِ موسیقی پاپ هم‌کاری داشت و یک آلبوم به نام «گل‌های رنگین‌کمان» را برای کودکان ساخته و سرانجام با آلبوم ۸۵ خوانندگی را به‌صورت حرفه‌ای آغاز کرد.
بنیامین تاکنون شش آلبوم به نام‌های ۸۵ و ۸۸ ،۹۳، ۹۴، تی‌ال و ماه مهربون (در مورد محرم) عرضه کرده و چندین تک‌آهنگ نیز ارائه داده است. هم‌چنین او در چندین کنسرت در ایران و خارج از ایران به اجرای برنامهٔ زنده پرداخته است.

## ترانه‌شناسی

#### آلبوم‌های استودیویی
- ماه مهربون (۱۳۸۴)
- ۸۵ (۱۳۸۵)
- ۸۸ (۱۳۸۸)
- ۹۳ (۱۳۹۲)
- ۹۴ (۱۳۹۴)
- تی‌ال (۱۴۰۳)[۸]

## کنسرت‌ها

### تور آمریکای شمالی
بنیامین از ۱ مه ۲۰۱۰ (۱۱ شهریور ۱۳۸۹) و به مدت دو ماه و نیم، در کشورهای آمریکا و کانادا به اجرای کنسرت پرداخت که اولین نوبت برگزاری کنسرت وی در شهر لس آنجلس بود. شهرهای بعدی که می‌بایست بنیامین در آن‌ها به اجرای کنسرت می‌پرداخت عبارت بودند از: واشینگتن، نیویورک، دالاس، سن‌دیگو، شیکاگو، و بعد از ۳ هفته استراحت، در شهرهای تورنتو، مونترال و ونکوور. در این تور به‌دلیل هزینهٔ بالای اعزام و اسکان نوازنده در آمریکا و همچنین مشکلات احتمالیِ روادید برای گروه همراه، از اعزام نوازندهٔ ایرانی خودداری شد و درعوض از نوازندگان آمریکایی کمک گرفته شد. اجرای این کنسرت با مخالفت‌هایی از جانب چندین شبکهٔ تلویزیونی فارسی‌زبان لس آنجلس و گروه‌های اپوزیسیون مقیم آمریکا همراه شد. با این وجود، در تالار لس آنجلس و با حضور ۶۰۰۰ ایرانی، اولین اجرای بنیامین انجام شد. در مقابل سالن اجرای کنسرت نیز عده‌ای از مخالفان اجرای کنسرت اقدام به دادن شعار و اغتشاش کردند که با واکنش پلیس لس آنجلس مواجه شدند. همچنین در برنامه‌ای از کانال یک، از این‌که بنیامین در داخل ایران در مدح امام زمان می‌خوانَد و در خارج نیز اقدام به اجرای کنسرت همراه با استقبال ایرانیان مقیم انجام می‌دهد، انتقاد شده است.
اجرای دو کنسرت پیش‌بینی شدهٔ بنیامین در کانادا، به‌دلیل مخالفت‌های گروه‌های اپوزیسیون حکومت جمهوری اسلامی ایران لغو شد. تبلیغات منفی گسترده موجب تحریم کنسرت اول شد و کمتر از یک‌سوم صندلی‌های سالن با حضور تماشاگران پر شد. سالن دومین کنسرت بنیامین، محل تجمع ایرانیانی بود که با لباسهای سبز رنگ و پرچم‌هایی با شعار خاص در سالن حضور داشتند. محسن رجب‌پور، مدیر برنامه‌های بنیامین بهادری، با بررسی فضای ایجاد شده، ترجیح به دستور لغو کنسرت داد.

### تور سراسر جهان
او همچنین در دو مرحله در شهرها و کشورهای مختلف اروپا ازقبیل کلن، لندن، استکهلم، آمستردام، هامبورگ و همچنین در قارهٔ استرالیا و کشورهایی آسیایی تاجیکستان، مالزی و دبی به اجرای کنسرت پرداخته است.

### تور سراسر ایران
بنیامین، مجموعهٔ آثارش را در توری سراسری که از شیراز و گرگان و ساری تا بندرعباس و ارومیه و چند شهر دیگر ادامه داشت، برگزار کرد. او هم‌چنین صدمین کنسرت خود را در مهرماه سال ۱۳۹۲ به‌صورت رایگان در کنار دریاچهٔ چیتگر تهران برگزار کرد که با استقبال چندده‌هزار نفر از مخاطبان او اجرا شد.

## فیلم‌شناسی

### سینما
- موافقت اصولی، ۱۳۹۸
- سلام بمبئی، ۱۳۹۴[۱۴]

### تلویزیون
- کلاه قرمزی ۹۴، ۱۳۹۴

## مجری‌گری
وی اجرای برنامهٔ میزبان را بر عهده داشته است.

## زندگی شخصی
بنیامین بهادری در سال ۱۳۸۹ با نسیم حشمتی ازدواج کرد. در ۹ اردیبهشت ۱۳۹۰، صاحب دختری به نام بارانا شدند. در ۲۹ آذر ۱۳۹۲، وی درحال رانندگی در یکی از خروجی‌های اتوبان همّت دچار سانحهٔ تصادف شد. بنیامین سالم می‌ماند، اما همسر وی که پشت فرمان بود، پس از رسیدن به بیمارستان جانش را از دست می‌دهد. بعد از مرگ همسرش، بنیامین به یاد او آهنگی با عنوان «یه خونه» را اجرا کرد.
بنیامین در سال ۱۳۹۴، با «شایلی محمودی» که زنی ایرانی-آمریکایی است، ازدواج نمود و ازدواجش را به رسانه‌ها اعلام کرد. وی در سال ۱۳۹۴ برای زندگی به بمبئی می‌رود و در فیلم سلام بمبئی، در کنار همسرش بازی می‌کند. بنیامین از همسر دوم خود، صاحب سه فرزند (دو پسر و یک دختر) است.

## حاشیه‌ها
در نوروز ۱۳۹۹، بنیامین بهادری با حضور در برنامه دورهمی، نسخهٔ تغییر یافته‌ای از شعر کودکانه اثر شهیار قنبری را که اولین‌بار فرهاد مهراد آن را اجرا کرد، خواند. این عمل با واکنش شدید شهیار قنبری و اعتراض وی به بنیامین بهادری و مهران مدیری مواجه شد و آن را گستاخانه و بی‌شرمانه خواند. اسفندیار منفردزاده، آهنگساز این ترانه نیز بهادری را به سرقت هنری متهم کرد و گفت: «چهل سال است که روزانه چهل تریبون و چهل دوربین، شما و امثال شما را زیر نور گرفته‌اند. در عزاداری‌های رسمی سیاه می‌پوشید و در زیر نور جشن‌هایشان، رنگارنگ می‌شوید؛ با این همه همچنان چشم به تتمه سرمایهٔ ما دارید؟ ما که نام و چهره‌مان ممنوع است، اما آثارمان دم دستِ همگان!»